# Parintins (tiểu vùng)
Parintins là một tiểu vùng thuộc bang Amazonas, Brasil, Brasil. Tiều vùng này có diện tích 107030 km², dân số năm 2007 là 206889 người.